# Герб Ставропольського краю

Герб Ставропольського краю

Герб Ставропольського краю — символ Ставропольського краю. Прийнятий 15 травня 1997 року.

## Опис
Герб Ставропольського краю являє собою геральдичний щит з обрамленням. Геральдичний щит розділений по горизонталі на дві частини. У верхній половині на блакитному тлі поміщений головний елемент історичного герба Ставропольської губернії, затвердженого в 1878 р. — на вершині срібної гори зображення фортеці, до воріт якої веде дорога. Над воротами зображення пентаграми (п'ятикутник) як символу захисту й охорони. У нижньому полі щита на синьому тлі золотим кольором зображена карта Ставропілля. У лівій частині карти, на місці розташування міста Ставрополя, зображення прямого хреста білого кольору. Від нього вліво й вправо прокреслена лінія, що означає сорок п'яту паралель північної широти, на якій розташовано місто Ставрополь і яка перетинає територію краю. Щит обрамлений вінком з листів дуба й пшеничного колосся. Вінок переплетений стрічкою з кольоровою гамою Державного прапора Російської Федерації. Композицію вінчає зображення двоголового орла — головної фігури Державного герба Російської Федерації.
Встановлені такі пропорції герба:
- відношення ширини щита до його висоти 9:11
- відношення ширини щита до ширини обрамлення 9:16
- відношення висоти щита до найбільшої висоти обрамлення 11:20.